# Абакан (река)
Абакан (рус. . Абакан), у горњим току позната као Велики Абакан (хак. Ағбан), је реке у Хакасији и Краснојарсјој Покрајини Руске Федерације, и једна од највећих левих притока реке Јенисеј. Дужина реке је 327 km (са Великим Абаканом - 514 km), њен слив износи 32.000 km..